# Xenomys nelsoni
Genre
Espèce
Statut de conservation UICN

 EN B1ab(iii) : En danger
Xenomys nelsoni est une espèce de rongeur de la famille des Cricétidés endémique du Mexique.

## Répartition et habitat
Elle vit uniquement au Mexique. On la trouve dans les forêts tropicales décidues et semi-décidues.